# 우르비노

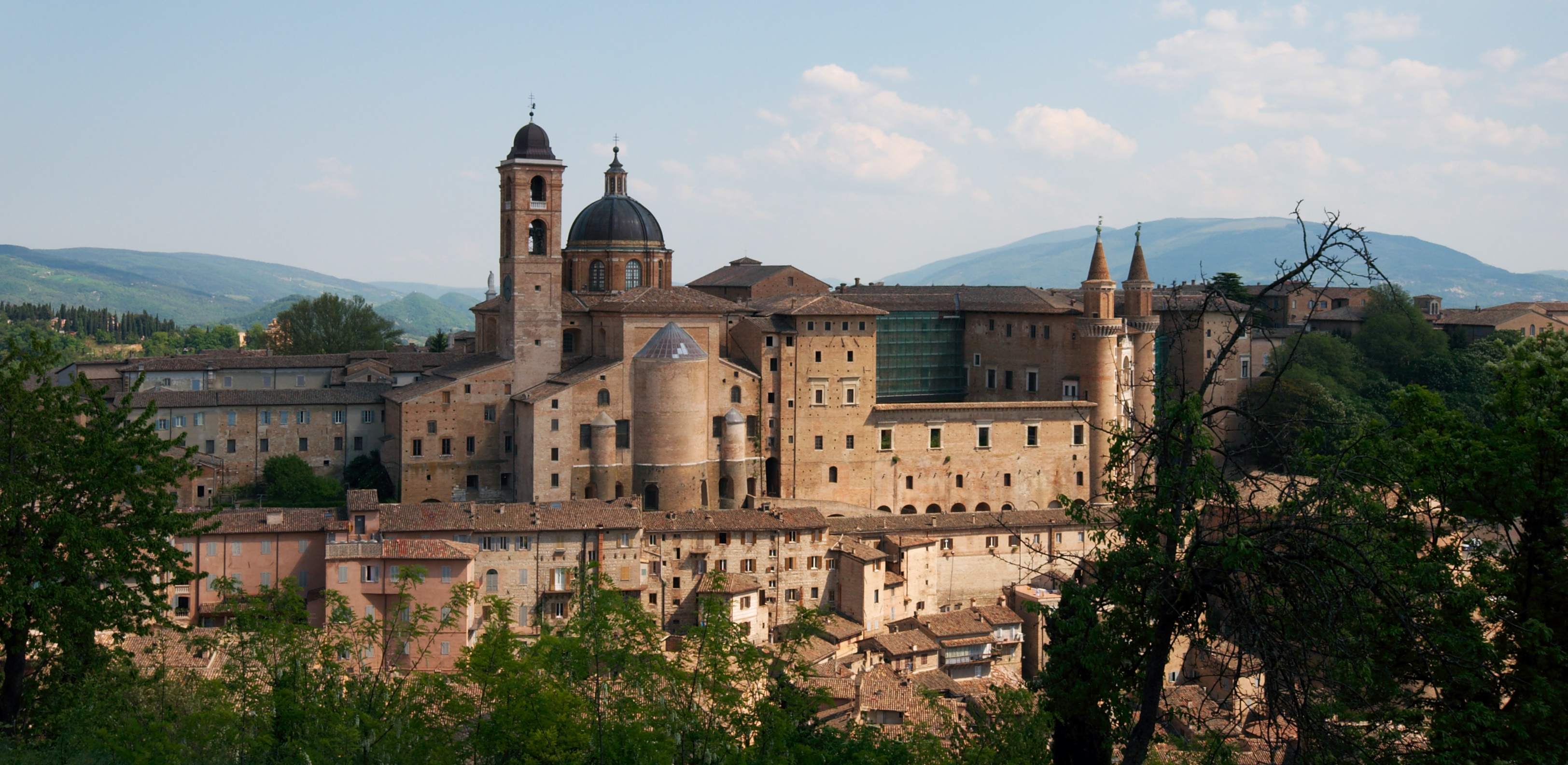

우르비노(이탈리아어: Urbino)는 이탈리아 중부 마르케주 페사로에우르비노도의 도시이다.

## 인구
현재(2004년 12월 31일 마지막 조사) 15,441명이 거주한다.

## 경제
관광업과 대학교가 우르비노 경제의 주요한 몫을 차지한다.

## 문화

### 유적
- 두칼 궁전(또는 두칼레 궁) (현재 : 마르케스 국립 미술관)
- 산베르나르디노 영묘
- 대성당 (15세기에 지어졌으나, 1789년에 있었던 지진 이후 신고전주의 양식으로 복구되었다.)

### 교육기관
이 곳에 소재한 우르비노 대학교는 1506년에 설립되었다.

### 도자기
1520년경부터 17세기까지 마욜리카(산화 주석을 입힌 도자기) 제조로 유명했다.

## 역사
이탈리아의 고대 종족인 움브리아족이 세운 도시로 에트루리아인·갈리아인의 지배를 차례로 받다가 BC 3세기에 로마에 정복당했다. 9세기에 교황령이 되었으나 12세기에 몬테펠트로 가문에게 넘어갔다. 12세기부터 우르비노 공작령의 중심지였으며, 특히 페데리코 다 몬테펠트로가 통치한 기간(1444년 ~ 1482년)과 그 아들인 구이도발도 다 몬테펠트로가 통치한 기간(1482년 ~ 1497년, 1503년 ~ 1508년)에는 예술과 문학 활동의 중심지로서 전성기를 누렸다. 그 뒤를 이은 델라 로베레 가문 (구이도발도의 외가이자 교황 식스토 4세, 교황 율리오 2세를 배출한 가문)은 공작령을 넓혔으나 페사로로 수도를 옮긴 뒤 서서히 쇠퇴한다. 1517년, 우르비노 전쟁을 치르기도 했다. 1626년 교황령에 흡수되었으며 1860년에 이탈리아 왕국에 합병되었다.

## 기타
화가 라파엘로, 건축가 도나토 브라만테의 출신지이며, 피에로 델라 프란체스카가 이 곳에서 활동한 바 있다.